# SymmetryS
SymmetryS(シンメトリーズ)とは、日本のお笑いコンビラーメンズの小林賢太郎とDJ・音楽プロデューサーFantastic Plastic Machine（田中知之）によるユニット。

## 概要
2004年ごろに田中知之がラーメンズのライブに行き、意気投合。その後構想4年をかけ、第一弾作品「SymmetryS」をリリース。コントと音楽が融合した独自の作品となっている。小林、田中はこの作品を「ヘッドフォンオペラ」と自称している。

## メンバー
- 小林賢太郎
- Fantastic Plastic Machine（田中知之）

## ディスコグラフィー
- SymmetryS（2008年2月13日）

1. Sex (Extended Version)
一冊3万円のスーパー雑誌「ヴィジョネア」提供曲
2. Record of Records
3. ミニマムテレフォン
4. Hones and Clock　※
5. Koniwa
パックンマックンのパックン参加
6. 時報 Break Beats　※
7. No Message Rap (Live)
8. Midnight Running
Honda「ミニバン」CM曲
9. 盛り上がる人たち
10. Pringles and Bass
プリングルズ・イメージ曲(ハニカム限定O.A.)
11. サンプラー作文
12. One Minute of Sleep　※
13. 卒業生イン・ザ・ハウス
FONK参加
14. Piano and Clock　※
15. Samurai Breakin' (Short Version) / Fantastic Plastic Machine feat. Dai Tamesue & ATSUSHI (Dragon Ash)
iTunes StoreとNIKEによるコラボレーション企画の一環として8月に配信された楽曲のショートバージョン。陸上選手の為末大が走る足音とDragon AshのATSUSHIがタップダンスしている音を田中がエディットするという、実験的な試みにより制作された。
  - ※…ユニクロ「UNIQLOCK」提供曲

- SymmetrySオフィシャルステッカー封入
- 初回盤限定封入抽選特典応募券